# Hans Bernd Müller
Hans Bernd Müller (* vor 1954) ist ein deutscher Hörspielregisseur. Ab den 1950er-Jahren war er als Hörspielregisseur tätig. Zweimal errangen Hörspiele unter seiner Regie die begehrte Auszeichnung Hörspiel des Monats. Bis 2015 war er an mehr als 200 Produktionen beteiligt.

## Hörspiele (Auswahl)
- 1954: Johannes von Tepl: Ackermann und Tod (Ackermann aus Böhmen)
- 1954: Felix Timmermans: Das Spiel von den Heiligen Drei Königen
- 1955: Das Benediktbeurer Weihnachtsspiel
- 1955: Hugo von Hofmannsthal: Jedermann – (SFB)
- 1959: Richard Hey: Tod eines Nichtschwimmers
- 1964: Brendan Behan: Ein Gutshaus in Irland
- 1964: Hans Kasper Das Pferd der Griechen
- 1965: Christian Geissler: Ende der Anfrage
- 1965: Margarete Jehn: Der Drachentöter
- 1966: Ilse Aichinger: Die größere Hoffnung
- 1966: Hans Rothe: Bei Stimming am Wannsee
- 1969: Jürgen Becker: Bilder
- 1969: Reinhard Eichelbeck: Die kleinen Grünen